# Гнітій Олександр Володимирович
Олександр Володимирович Гнітій (1987—2023) — солдат збройних сил України, учасник російсько-української війни.

## Життєпис
Народився 29 вересня 1987 року в місті Охтирка Сумської області. 
Під час повномасштабної війни був стрільцем-номером обслуги аеромобільного відділення аеромобільного взводу 3 аеромобільної роти 87-го окремого аеромобільного батальйону.
Загинув 26 вересня 2023 року в селі Вербове Запорізької області.

## Нагороди та вшанування
- Орден «За мужність» III ступеня[1].
- Звання «Почесний громадянин міста-героя Охтирки».